# ادسل فورد
ادسل فورد، (به انگلیسی: Edsel Ford) (زاده ۵ نوامبر ۱۸۹۳ - درگذشته ۲۶ مه ۱۹۴۳) کارآفرین، صنعتگر و مدیر ارشد اجرایی آمریکایی و تنها فرزند هنری فورد (بنیانگذار شرکت فورد) بود، که از سال ۱۹۱۹ تا ۱۹۴۳ کنترل شرکت فورد را در دست داشت.